# Провал Лэмба
Провал Лэмба — явление резонансного падения выходной мощности газового лазера в центре линии усиления. Впервые был предсказан Уиллисом Лэмбом в 1963 году.

## Теория
Усиление в лазерах происходит путём взаимодействия световых лучей с молекулами активной среды, которые характеризуются собственной линией поглощения с центром на частоте {\displaystyle \omega _{0}}, соответствующая максимуму усиления. Однако, линия усиления газового лазера испытывает уширение вследствие допплеровского эффекта: так как молекулы газа пребывают в движении, для фотонов линия поглощения оказывается сдвинутой на величину, зависящую от скорости молекул.
Внутри лазерного резонатора световое излучение распространяется в обоих направлениях. При этом, молекула, обладающая некоторой скоростью {\displaystyle v_{0}}, может взаимодействовать как с встречным фотоном, для которого резонансный переход будет смещен в область более высоких частот, так и с догоняющим, для которого резонансный переход сдвигается к более низким частотам. Наиболее эффективное взаимодействие молекулы и фотона будет в том случае, когда частота фотона и смещенного резонансного перехода совпадут. В результате, молекулы, имеющие нулевую проекцию скорости на ось резонатора (и несмещённую линию поглощения), будут эффективно взаимодействовать с фотонами частоты {\displaystyle \omega _{0}}, распространяющимися в обоих направлениях и их общий вклад в выходное излучение лазера уменьшится. Это будет наблюдаться как падение мощности излучения на центральной частоте {\displaystyle \omega _{0}} и появление двух максимумов линии усиления, расположенных симметрично по отношению к {\displaystyle \omega _{0}}. В общем случае положение Лэмбовского провала может не совпадать с центром линии усиления.
Экспериментально провал Лэмба наблюдался в 1963 году У. Лэмбом, У. Беннетом и Р. Макфарлейном.

## Обратный провал Лэмба
В резонатор можно поместить кювету с поглощающим газом, насыщение которого приведет к усилению выходной мощности в центре провала Лэмба. Это явление, открытое Полем Ли и М. Скольником, получило название обратного лэмбовского провала и нашло применение в методах сужения линии лазерной генерации.